# رولاند بودري
رولاند بودري هو سياسي كندي، ولد في 14 فبراير 1906 في مونتريال في كندا، وتوفي في 14 ديسمبر 1964. نشط حزبياً في الحزب الليبرالي الكندي. وقد انتخب عضو مجلس العموم الكندي.